# Félix de Saulieu
Pour les articles homonymes, voir Saint-Félix et Félix.
Félix est un commerçant chrétien de la ville d'Autun qui subit le martyre en raison de sa foi, en 177 ou 178, dans la ville de Saulieu en Côte-d'Or dans le Morvan.

## Biographie
Félix, un commerçant chrétien de la ville d'Autun et installé depuis peu à Saulieu, qui hébergea chez lui deux évangélisateurs de la région d'Autun saint Andoche, prêtre et Thyrse diacre, venant de Smyrne à la demande de saint Polycarpe. 
C'est en quittant Autun qu'ils furent arrêtés, jetés en prison à Saulieu (Sedelocus) et assassinés à coups de massue par les romains, en 177 date à laquelle Marc-Aurèle fit escale dans la ville.

## Culte des reliques
Faustus accompagné de son fils Symphorien auraient alors mis leurs corps à l'abri dans un sarcophage en marbre de Carrare, puis les auraient clandestinement inhumés dans la crypte de Saint Andoche et sur laquelle fut élevé une première basilique. Très rapidement un culte est rendu aux restes des martyrs, attirant de nombreux pèlerins et fidèles qui viennent vénérer les reliques,.

## Iconographie
- Saint Andoche, Saint Thyrse, et Saint Félix, martyrs, fête le 24 septembre, gravure, dim; h:15,5cm x l:16cm par Ludovic Alleaume
- Jacques Callot, Martyre de saint Andoche et saint Thyrse, les images des Saints, Estampe BnF, 1636[4]
- Vitrail de Saint Thyrse, diacre-martyr, à la Chapelle Saint-François-de-Sales de Dijon
- Cathédrale Saint-Bénigne de Dijon: Vitrail central de l'abside par Édouard Didron, rangée du bas de gauche à droite,  Saint Andoche, Saint Bénigne, Saint Thyrse -   Vitraux :  École apostolique de Smyrme  -  Départ en mission des saints: Bénigne, prêtre; Andoche, prêtre; Thyrse, diacre; Andéol, sous-diacre
- Vitrail de la Basilique Saint-Andoche de Saulieu :  Saint Félix accueille Saint Andoche et Saint Thyrse

## Annexe